# Lovesick Girls
Lovesick Girls è un singolo del girl group sudcoreano Blackpink, pubblicato il 16 ottobre 2020 come terzo estratto dal primo album in studio The Album.

## Descrizione
Quinta traccia dell'album, Lovesick Girls è stata scritta dai due membri del gruppo Jisoo e Jennie insieme a Teddy, Løren e Danny Chung. Musicalmente è stato descritto dalla critica come un brano country folk, EDM, elettropop e dance pop, ed è stato composto in chiave Fa diesis maggiore con un tempo di 128 battiti per minuto.

## Promozione
Le Blackpink si sono esibite con la canzone in diversi programmi musicali in Corea del Sud, tra cui Inkigayo e Show! Eum-ak jungsim. Il 21 ottobre 2020 hanno eseguito il brano sia al Good Morning America che al Jimmy Kimmel Live!. Il 25 novembre successivo il gruppo ha eseguito la canzone al Waktu Indonesia Belanja, un evento organizzato dalla piattaforma di e-commerce Tokopedia.

## Accoglienza
Lovesick Girls è stata accolta con recensioni positive da parte della critica. Classificandolo come il secondo miglior brano dell'album, Jason Lipshutz di Billboard ha affermato che la canzone «dimostra l'ambizione delle Blackpink, poiché affrontano argomenti usurati con un'estetica fresca». Callie Ahlgrim di Insider Inc. chiama Lovesick Girls «il sequel dal sapore EDM del grande successo di Ariana Grande, 7 Rings» e ha notato che le strofe «We are the lovesick girls» e «I'm nothing without this pain» stanno rendendo questa canzone un «inno di crepacuore».
Hannah Zwick di Consequence ha descritto il brano come «un momento clou dell'album, specialmente per le vocaliste». Raul Stanciu di Sputnikmusic, invece, ha paragonato positivamente la canzone a As If It's Your Last del gruppo, affermando che la canzone «è probabilmente la più vicina a cui le Blackpink si sono orientate verso i bei ritmi da discoteca». Erica Gonzales di Harper's Bazaar lo ha definito «un inno femminile» che mette in mostra la gamma della band. Tamara Fuentes di Seventeen ha definito la canzone «una traccia allegra» che «ti farà alzare e ballare non appena inizierà l'intro».

## Video musicale
Il video musicale, diretto da Seo Hyun-seung, è stato reso disponibile attraverso il canale YouTube del gruppo in contemporanea con la commercializzazione dell'album. Ha superato le 10 milioni di visualizzazioni in 52 minuti. Il precedente record del gruppo con la loro Ice Cream ha superato le 10 milioni di visualizzazioni in due ore e 55 minuti. Ha superato le 50 milioni di visualizzazioni in sole 18 ore dalla sua pubblicazione. Ha ottenuto 61,4 milioni di visualizzazioni nelle prime 24 ore, segnando il sesto più grande debutto di 24 ore per un video musicale. Il video dietro le quinte è stato caricato il giorno dopo il video musicale, mentre il video della coreografia della canzone è stato pubblicato l'8 ottobre 2020.

### Controversie
Dopo l'uscita del video, la Korean Health and Medical Workers Union ha espresso preoccupazione per l'abito da infermiera di Jennie nella sua scena solista nel video. Il sindacato ha rilasciato una dichiarazione in cui afferma che la YG Entertainment ha oggettivato sessualmente l'immagine di un'infermiera nel video. Successivamente, la YG Entertainment ha editato la scena su V Live e YouTube.

## Riconoscimenti
- BreakTudo Awards
  - 2021 – Videoclip internazionale[27]

- Circle Chart Music Award
  - 2021 – Canzone dell'anno – ottobre[28]

- Prêmios MTV MIAW
  - 2021 – Hit globale[29]

- Melon Popularity Award[30]
  - 12 ottobre 2020
  - 11 gennaio 2021
  - 18 gennaio 2021

### Premi dei programmi musicali
- Inkigayo
  - 11 ottobre 2020[31]
  - 18 ottobre 2020[32]
  - 25 ottobre 2020[33]

- M Countdown
  - 15 ottobre 2020[34]

- Music Bank
  - 16 ottobre 2020[35]

- Show Champion
  - 14 ottobre 2020[36]

## Formazione
Musicisti
- Blackpink – voci
- 24 – arrangiamento
- R. Tee – arrangiamento

Produzione
- 24 – produzione
- R. Tee – produzione
- Teddy – produzione
- Youngju Bang – registrazione
- Yong In Choi – registrazione
- Chris Gehringer – mastering
- Jason Robert – missaggio

## Classifiche

### Classifiche settimanali
| Classifica (2020) | Posizione massima |
| ----------------- | ----------------- |
| Australia         | 27                |
| Canada            | 29                |
| Corea del Sud     | 2                 |
| Francia           | 130               |
| Giappone          | 12                |
| Grecia            | 33                |
| Irlanda           | 39                |
| Lituania          | 48                |
| Malaysia          | 1                 |
| Nuova Zelanda     | 35                |
| Perù              | 98                |
| Portogallo        | 23                |
| Regno Unito       | 40                |
| Repubblica Ceca   | 76                |
| Singapore         | 1                 |
| Slovacchia        | 78                |
| Stati Uniti       | 59                |
| Ungheria          | 38                |

### Classifiche di fine anno
| Classifica (2020) | Posizione |
| ----------------- | --------- |
| Corea del Sud     | 62        |
| Classifica (2021) | Posizione |
| Corea del Sud     | 14        |
| Classifica (2022) | Posizione |
| Corea del Sud     | 151       |